# Amalia di Nassau-Dietz
Amalia di Nassau-Dietz (Anna Charlotte Amalie; Leeuwarden, 23 ottobre 1710 – Durlach, 18 settembre 1777) fu la moglie del principe ereditario Federico di Baden-Durlach e madre del primo granduca di Baden, Carlo Federico.

## Biografia

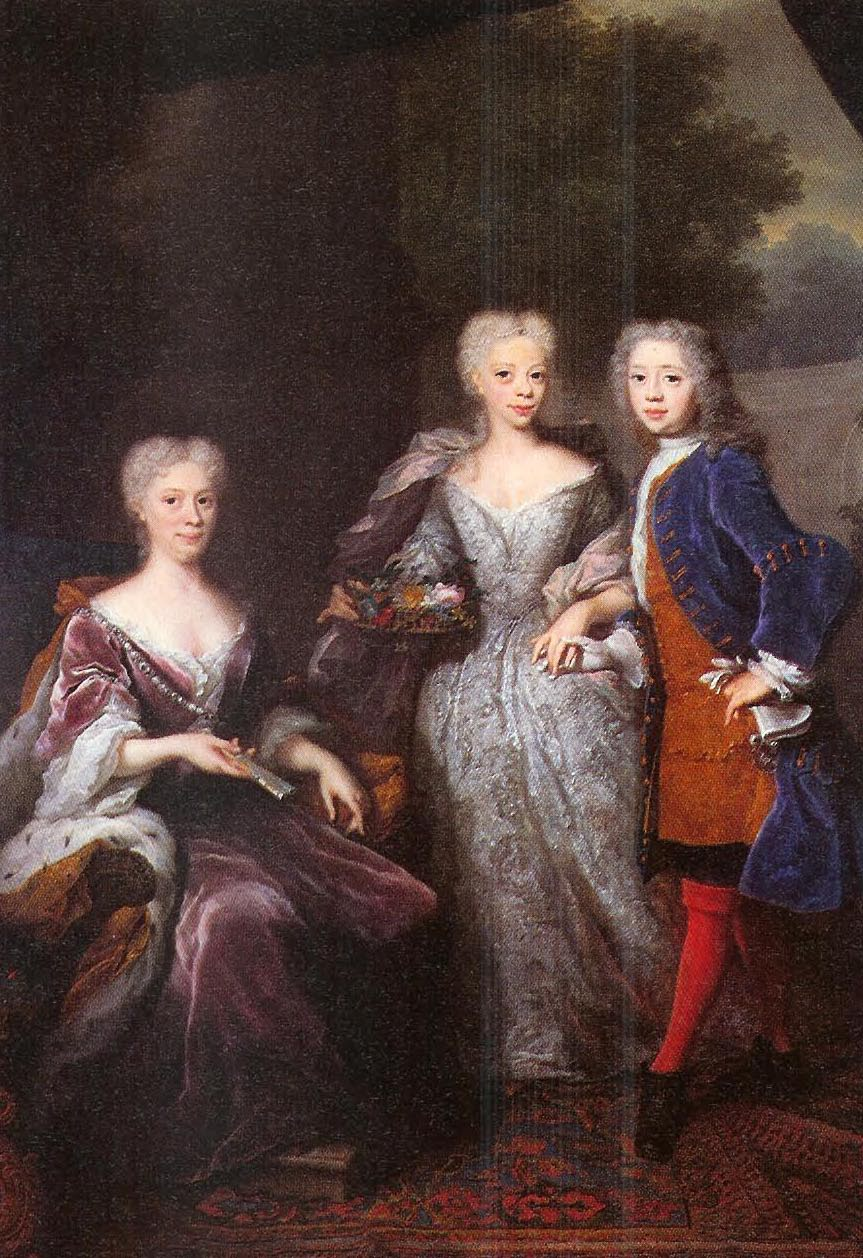
Anna Carlotta Amelia, ritratta insieme alla madre ed al fratello Guglielmo, c. 1725.

Era figlia di Giovanni Guglielmo Friso d'Orange, governatore della provincia olandese di Frisia, e di Maria Luisa d'Assia-Kassel. Il matrimonio con Federico ebbe luogo nel corso del 1727.
A causa del suo carattere bizzoso, molti membri della corte di Durlach affermavano che fosse pazza. Infatti, durante le gravidanze tiranneggiava i suoi domestici. Come ulteriore indizio della sua presunta malattia mentale, si fece leva sul fatto che, alla vista del cadavere di suo marito (Federico morì il 26 marzo 1732), non avesse versato alcuna lacrima. Tale comportamento fece ritenere a molti che ella non fosse mentalmente sana.
Suo suocero Carlo III Guglielmo di Baden-Durlach non volle che la madre potesse influire sul figlio Carlo Federico, divenuto nuovo principe ereditario, ed anche se madre e figlio vivevano ancora a Karlsburg di Durlach, Anna Carlotta Amalia si trasferì in un altro appartamento della reggia di Karlsburg, riparata dal mondo esterno. I suoi due figli, Carlo Federico e Guglielmo Luigi, vennero educati dalla suocera, Maddalena Guglielmina di Württemberg.

## Discendenza
Amalia e Federico ebbero due figli:
- Carlo Federico (22 novembre 1728 - 10 giugno 1811), margravio, elettore e granduca di Baden;
- Guglielmo Luigi (14 gennaio 1732 - 17 dicembre 1788), principe di Baden.

## Ascendenza
|                                    |                             |                                       | Genitori                                   |  |  | Nonni |  |  | Bisnonni                           |  |  | Trisnonni                        |  |
|                                    |                             |                                       |                                            |  |  |       |  |  | Guglielmo Federico di Nassau-Dietz |  |  | Ernesto Casimiro di Nassau-Dietz |  |
|                                    |                             |                                       |                                            |  |  |       |  |  | Guglielmo Federico di Nassau-Dietz |  |  | Ernesto Casimiro di Nassau-Dietz |  |
|                                    |                             | Sofia Edvige di Brunswick-Lüneburg    |                                            |  |  |       |  |  | Guglielmo Federico di Nassau-Dietz |  |  |                                  |  |
| Enrico Casimiro II di Nassau-Dietz |                             |                                       |                                            |  |  |       |  |  | Guglielmo Federico di Nassau-Dietz |  |  |                                  |  |
|                                    |                             | Albertina Agnese d'Orange             | Federico Enrico d'Orange                   |  |  |       |  |  |                                    |  |  |                                  |  |
|                                    |                             | Albertina Agnese d'Orange             | Federico Enrico d'Orange                   |  |  |       |  |  |                                    |  |  |                                  |  |
|                                    |                             | Albertina Agnese d'Orange             | Amalia di Solms-Braunfels                  |  |  |       |  |  |                                    |  |  |                                  |  |
| Giovanni Guglielmo Friso d'Orange  |                             | Albertina Agnese d'Orange             |                                            |  |  |       |  |  |                                    |  |  |                                  |  |
|                                    |                             | Giovanni Giorgio II di Anhalt-Dessau  | Giovanni Casimiro di Anhalt-Dessau         |  |  |       |  |  |                                    |  |  |                                  |  |
|                                    |                             | Giovanni Giorgio II di Anhalt-Dessau  | Giovanni Casimiro di Anhalt-Dessau         |  |  |       |  |  |                                    |  |  |                                  |  |
|                                    |                             | Giovanni Giorgio II di Anhalt-Dessau  | Agnese d'Assia-Kassel                      |  |  |       |  |  |                                    |  |  |                                  |  |
| Enrichetta Amalia di Anhalt-Dessau |                             | Giovanni Giorgio II di Anhalt-Dessau  |                                            |  |  |       |  |  |                                    |  |  |                                  |  |
|                                    |                             | Enrichetta Caterina d'Orange          | Federico Enrico d'Orange                   |  |  |       |  |  |                                    |  |  |                                  |  |
|                                    |                             | Enrichetta Caterina d'Orange          | Federico Enrico d'Orange                   |  |  |       |  |  |                                    |  |  |                                  |  |
|                                    |                             | Enrichetta Caterina d'Orange          | Amalia di Solms-Braunfels                  |  |  |       |  |  |                                    |  |  |                                  |  |
| Amalia di Nassau-Dietz             |                             | Enrichetta Caterina d'Orange          |                                            |  |  |       |  |  |                                    |  |  |                                  |  |
|                                    | Guglielmo VI d'Assia-Kassel | Guglielmo V d'Assia-Kassel            |                                            |  |  |       |  |  |                                    |  |  |                                  |  |
|                                    | Guglielmo VI d'Assia-Kassel | Guglielmo V d'Assia-Kassel            |                                            |  |  |       |  |  |                                    |  |  |                                  |  |
|                                    | Guglielmo VI d'Assia-Kassel | Amalia Elisabetta di Hanau-Münzenberg |                                            |  |  |       |  |  |                                    |  |  |                                  |  |
| Carlo I d'Assia-Kassel             | Guglielmo VI d'Assia-Kassel |                                       |                                            |  |  |       |  |  |                                    |  |  |                                  |  |
|                                    |                             | Edvige Sofia di Brandeburgo           | Giorgio Guglielmo di Brandeburgo           |  |  |       |  |  |                                    |  |  |                                  |  |
|                                    |                             | Edvige Sofia di Brandeburgo           | Giorgio Guglielmo di Brandeburgo           |  |  |       |  |  |                                    |  |  |                                  |  |
|                                    |                             | Edvige Sofia di Brandeburgo           | Elisabetta Carlotta del Palatinato-Simmern |  |  |       |  |  |                                    |  |  |                                  |  |
| Maria Luisa d'Assia-Kassel         |                             | Edvige Sofia di Brandeburgo           |                                            |  |  |       |  |  |                                    |  |  |                                  |  |
|                                    |                             | Giacomo Kettler                       | Guglielmo Kettler                          |  |  |       |  |  |                                    |  |  |                                  |  |
|                                    |                             | Giacomo Kettler                       | Guglielmo Kettler                          |  |  |       |  |  |                                    |  |  |                                  |  |
|                                    |                             | Giacomo Kettler                       | Sofia di Hohenzollern                      |  |  |       |  |  |                                    |  |  |                                  |  |
| Amalia di Curlandia                |                             | Giacomo Kettler                       |                                            |  |  |       |  |  |                                    |  |  |                                  |  |
|                                    |                             | Luisa Carlotta di Brandeburgo         | Giorgio Guglielmo di Brandeburgo           |  |  |       |  |  |                                    |  |  |                                  |  |
|                                    |                             | Luisa Carlotta di Brandeburgo         | Giorgio Guglielmo di Brandeburgo           |  |  |       |  |  |                                    |  |  |                                  |  |
|                                    |                             | Luisa Carlotta di Brandeburgo         | Elisabetta Carlotta del Palatinato-Simmern |  |  |       |  |  |                                    |  |  |                                  |  |
|                                    |                             | Luisa Carlotta di Brandeburgo         |                                            |  |  |       |  |  |                                    |  |  |                                  |  |